# Моё русское сердце
«Моё русское сердце» — седьмой студийный альбом российской певицы Татьяны Булановой, выпущенный в 1996 году на лейбле «Студия Союз».

## Об альбоме
После провала предыдущего альбома «Обратный билет», певица решила кардинально сменить имидж и записать песни, которые ей самой хотелось слушать — «лёгкие, которые можно было случайно услышать в такси». И из несчастной от неразделённой любви плакальщицы она превратилась в самостоятельную, уверенную, неотразимую девушку, которая хоть и грустит, но «совсем чуть-чуть».
Для работы над альбомом певица пригласила композитора Олега Молчанова и поэта Аркадия Славоросова. По словам Булановой, танцевальную музыку, которой пропитан альбом, она планировала петь с самого начала своей карьеры, однако репертуар стал наполняться большим количеством минорных баллад, подходящих, как сказала сама певица, больше «возрастной исполнительнице».
Альбом имел большой успех у слушателей. Так, согласно данным «Российского музыкального ежегодника», в 1996 и 1997 годах он входил в двадцатку самых продаваемых отечественных альбомов в России. Особенно популярной песней стала «Ясный мой свет», впоследствии удостоенная таких наград, как «Золотой граммофон» и «Песня года». В 2011 году журнал «Афиша» поместил песню «Ясный мой свет» в список из 99-ти «самых ярких и запомнившихся русских поп-хитов за последние 20 лет».
Несмотря на общий танцевальный уклон альбома, стилистически он достаточно неоднороден: в нем присутствует евро-диско («Ясный мой свет»), евро-дэнс («Загадка-осень», «Бегущая по волнам»), диско-фолк («Матушка Россия», «Правда или ложь»), а также лирическая баллада «Птица Феникс», написанная классиками - Р.Паулсом и И.Резником.

## Отзывы критиков
| Оценки критиков | Оценки критиков |
| Источник        | Оценка          |
| --------------- | --------------- |
| Живой звук      | [ 6 ]           |

Дмитрий Аношин из газеты «Живой звук» положительно оценил альбом, отметив как смену имиджа самой Булановой, так и «перепад музыкального климата». «Незнакомые иноземные ритмы, характерные для туфель на высокой платформе», по его мнению, обошли альбом стороной, затронув только его самый краешек, оставив «немного модных звуков и лёгкое танцевальное настроение». Голос Булановой он назвал таким же трогательным в такой же минорной тональности.

## Список композиций
| №                   | Название              | Длительность |
| ------------------- | --------------------- | ------------ |
| 1.                  | «Ясный мой свет»      | 3:29         |
| 2.                  | «Правда или ложь»     | 2:54         |
| 3.                  | «Загадка-осень»       | 4:12         |
| 4.                  | «Купи-продай»         | 3:11         |
| 5.                  | «Мама»                | 5:09         |
| 6.                  | «Бегущая по волнам»   | 4:03         |
| 7.                  | «Матушка-Россия»      | 4:07         |
| 8.                  | «Уходи К Другой»      | 3:54         |
| 9.                  | «Лети, коровка божья» | 3:23         |
| 10.                 | «Птица Феникс»        | 3:59         |
| Общая длительность: | Общая длительность:   | 38:24        |

## Участники записи
- Татьяна Буланова — вокал
- Олег Молчанов — музыка
- Раймонд Паулс — музыка (10)
- Аркадий Славоросов — слова
- Илья Резник — слова (10)
- Александр Клопов — звукорежиссёр, гитара (9)
- Юрий Богданов — звукорежиссёр (10)
- Игорь Смирнов — ассистент звукорежиссёра, акустическая гитара (5), гитара (9)
- Герман Ивашкевич — аранжировка (1-5, 7-9)
- Р. Муратов — аранжировка (6)
- А. Иванов — аранжировка (10)
- Игорь Жирнов — гитара (1, 4), бэк-вокал (1, 4)
- Валерий Долгин — гитара (3)
- Владимир Курилов — сопрано-саксофон (5)
- Сергей Калачев — бас-гитара (5)
- Игорь Хомич — акустическая гитара (6)
- Владимир Абаньшин — колёсная лира, жалейки, бэк-вокал (7)
- Светлана Щеголькова — бэк-вокал (7)
- Наталья Михеева — бэк-вокал (7)
- Вадим Голутвин — гитара (10)
- Николай Тагрин — продюсирование
- Влад Локтев — фото
- Лейла Фаттахова — фото
- Вероника Шеповалова — визажист

Сведения взяты из аннотации к альбому.